# Yellow Cup 2016
Der Yellow Cup XLIV (2016) in der Schweizer Stadt Winterthur war der 44. Yellow Cup.

## Modus
In dieser Austragung spielten 4 Mannschaften im Modus «K.-o.-System» um den Cup.

## Resultate

### Turnierbaum
|  | Halbfinal | Halbfinal  | Halbfinal |  |          | Final            | Final            | Final            |
|  |           |            |           |  |          |                  |                  |                  |
|  |           |            |           |  |          |                  |                  |                  |
|  |           | Tunesien   | 34        |  |          |                  |                  |                  |
|  |           | Österreich | 29        |  |          |                  |                  |                  |
|  |           |            |           |  | Tunesien | 37               |                  |                  |
|  |           |            |           |  |          | Schweiz          | 29               |                  |
|  |           | Schweiz    | 33        |  |          |                  |                  |                  |
|  |           | Portugal   | 31        |  |          | Spiel um Platz 3 | Spiel um Platz 3 | Spiel um Platz 3 |
|  |           |            |           |  |          |                  | Österreich       | 34               |
|  |           | Portugal   | 30        |  |          |                  |                  |                  |
|  |           |            |           |  |          |                  |                  |                  |

### Spiele

#### Halbfinal
| 2. Januar 2016 16:30 Uhr | Tunesien     | 34:29 | Österreich | Eulachhalle Zuschauer: 1500 |
| 2. Januar 2016 16:30 Uhr | (19:13)      |       |            | Eulachhalle Zuschauer: 1500 |
| 2. Januar 2016 16:30 Uhr | Spielbericht |       |            | Eulachhalle Zuschauer: 1500 |

| 2. Januar 2016 19:00 Uhr | Schweiz                 | 33:31        | Portugal                       | Eulachhalle Zuschauer: 1750 Schiedsrichter: Baumgart, Wild |
| 2. Januar 2016 19:00 Uhr | meiste Tore: Schmid (8) | (15:16)      | meiste Tore: Costa & Rocha (4) | Eulachhalle Zuschauer: 1750 Schiedsrichter: Baumgart, Wild |
| 2. Januar 2016 19:00 Uhr | Strafen: 3× 4×          | Spielbericht | Strafen: ?× 4×                 | Eulachhalle Zuschauer: 1750 Schiedsrichter: Baumgart, Wild |

#### Spiel um Platz 3
| 3. Januar 2016 13:00 Uhr | Österreich   | 34:30 | Portugal | Eulachhalle Zuschauer: 1000 |
| 3. Januar 2016 13:00 Uhr | (16:14)      |       |          | Eulachhalle Zuschauer: 1000 |
| 3. Januar 2016 13:00 Uhr | Spielbericht |       |          | Eulachhalle Zuschauer: 1000 |

#### Final
| 3. Januar 2016 15:30 Uhr | Tunesien               | 37:29        | Schweiz                                      | Eulachhalle Zuschauer: 1650 Schiedsrichter: Baumgart, Wild |
| 3. Januar 2016 15:30 Uhr | meiste Tore: Sanai (8) | (20:15)      | meiste Tore: Dähler, Hofstetter & Küttel (5) | Eulachhalle Zuschauer: 1650 Schiedsrichter: Baumgart, Wild |
| 3. Januar 2016 15:30 Uhr | Strafen: ?× 2×         | Spielbericht | Strafen: 3× 4×                               | Eulachhalle Zuschauer: 1650 Schiedsrichter: Baumgart, Wild |

## Torschützenliste
Bei gleicher Anzahl von Treffern sind die Spieler alphabetisch geordnet.
| Pl. | Spieler           | Land       | Tore |
| --- | ----------------- | ---------- | ---- |
| 1.  | Raul Santos       | Österreich | 15   |
| 2.  | Amine Bannour     | Tunesien   | 14   |
| 2.  | Mosbah Sanai      | Tunesien   | 14   |
| 3.  | Nikola Bilyk      | Österreich | 12   |
| 3.  | Oussama Boughanmi | Tunesien   | 12   |
| 3.  | Wael Jallouz      | Tunesien   | 12   |
| 3.  | Andy Schmid       | Schweiz    | 12   |

## Auszeichnungen
| Auszeichnung         | Spieler                | Land     |
| -------------------- | ---------------------- | -------- |
| MVP                  | Andy Schmid            | Schweiz  |
| Bester Torhüter      | Hamza Majed            | Tunesien |
| Fairnesspreis        | –                      | Portugal |
| Besondere Verdienste | Patrick Läng (Tombola) | Schweiz  |